# 瓦西里夫卡 (澤列諾吉爾西克市鎮)
47°48′38″N 30°3′37″E / 47.81056°N 30.06028°E
瓦西里夫卡（烏克蘭語：Василівка）是位於烏克蘭西南部的村莊，由敖德萨州波季利斯克区的澤列諾希爾斯凱市鎮負責管轄。該村始建於1796年，面積0.86平方公里，海拔高度190米，2001年人口112，人口密度每平方公里130.84人。